# Liste der schwedisch- und zweisprachigen Gemeinden Finnlands

Lage der finnischen ein- und zweisprachigen Gemeinden (2016).
Hellgelb: einsprachig Finnisch.
Hellblau: zweisprachig mit Finnisch als Mehrheitsprache.
Mittelblau: zweisprachig mit Schwedisch als Mehrheitsprache.
Dunkelblau: einsprachig Schwedisch.
Rot: zweisprachig, Finnisch und Samisch.

Diese Liste enthält sämtliche finnischen Städte und Gemeinden, in denen Schwedisch auf kommunaler Ebene einen offiziellen Status hat.
In Finnland sprechen 90,0 Prozent der Bevölkerung Finnisch und 5,4 Prozent Schwedisch (31. Dezember 2009) als Muttersprache. Beide Sprachen sind offizielle Landessprachen. Auf kommunaler Ebene kann eine Gemeinde finnisch-, schwedisch- oder zweisprachig sein. Dem finnischen Sprachengesetz zufolge ist sie zweisprachig, wenn beide Sprachen jeweils von mindestens 8 Prozent der Bevölkerung oder mindestens 3000 Personen als Muttersprache gesprochen werden. Eine zuvor zweisprachige Gemeinde behält ihren Status, bis der Anteil unter 6 Prozent gefallen ist. Eine Gemeinde kann allerdings auch beschließen, die Zweisprachigkeit beizubehalten, wenn der Anteil auf unter 6 Prozent gesunken ist. Lohja ist die einzige Gemeinde, die von dieser Sonderregelung Gebrauch macht. Die 3000-Personen-Regel wurde eingeführt, als der Anteil der schwedischsprachigen Bewohner von Turku (rund 9000 Personen) auf unter 6 Prozent sank. Daneben gilt die 3000-Personen-Regel momentan in Vantaa (rund 6000 schwedischsprachige Bewohner); in den anderen Gemeinden ergibt sich die Zweisprachigkeit aus dem prozentualen Anteil.
Für die autonome Provinz Åland (finn. Ahvenanmaa) gilt das Sprachengesetz nicht. Die gesamte Provinz ist einsprachig schwedischsprachig.
Nach der derzeitigen bis 2022 gültigen Einteilung sind von den 309 finnischen Gemeinden 16 schwedischsprachig (alle in Åland). 33 Gemeinden sind zweisprachig, davon 15 mehrheitlich schwedischsprachig und 18 mehrheitlich finnischsprachig. Die übrigen Gemeinden sind rein finnischsprachig, mit der Ausnahme von 4 Gemeinden in Lappland, die zweisprachig Samisch-Finnisch sind, wobei die Sprachvarianten Nordsamisch, Skoltsamisch und Inarisamisch verwendet werden.
Die schwedischsprachigen Gebiete konzentrieren sich neben Åland auf die Westküste in Österbotten (finn. Pohjanmaa), die Südküste der Landschaft Uusimaa (schwed. Nyland) sowie das Schärengebiet von Varsinais-Suomi (schwed. Egentliga Finland).

## Einsprachig schwedische Gemeinden (Åland)
| Name       | Finnische Namensvariante | Schwedischspr. Bevölkerung 31. Dez. 2011 | Landschaft |
| ---------- | ------------------------ | ---------------------------------------- | ---------- |
| Brändö     |                          | 82,0 %                                   | Åland      |
| Eckerö     |                          | 88,9 %                                   | Åland      |
| Finström   |                          | 92,5 %                                   | Åland      |
| Föglö      |                          | 87,0 %                                   | Åland      |
| Geta       |                          | 89,4 %                                   | Åland      |
| Hammarland |                          | 93,3 %                                   | Åland      |
| Jomala     |                          | 91,1 %                                   | Åland      |
| Kökar      |                          | 90,0 %                                   | Åland      |
| Kumlinge   |                          | 87,5 %                                   | Åland      |
| Lemland    |                          | 93,4 %                                   | Åland      |
| Lumparland |                          | 92,5 %                                   | Åland      |
| Mariehamn  | Maarianhamina            | 86,4 %                                   | Åland      |
| Saltvik    |                          | 93,4 %                                   | Åland      |
| Sottunga   |                          | 90,3 %                                   | Åland      |
| Sund       |                          | 92,6 %                                   | Åland      |
| Vårdö      |                          | 89,1 %                                   | Åland      |

## Zweisprachige Gemeinden mit Schwedisch als Mehrheitssprache
| Name in Mehrheitssprache | Name in zweiter Landessprache | Schwedischspr. Bevölkerung 31. Dez. 2011 | Landschaft      |
| ------------------------ | ----------------------------- | ---------------------------------------- | --------------- |
| Ingå                     | Inkoo                         | 55,4 %                                   | Uusimaa         |
| Jakobstad                | Pietarsaari                   | 56,1 %                                   | Österbotten     |
| Kimitoön                 | Kemiönsaari                   | 70,7 %                                   | Varsinais-Suomi |
| Korsholm                 | Mustasaari                    | 69,6 %                                   | Österbotten     |
| Korsnäs                  |                               | 88,7 %                                   | Österbotten     |
| Kristinestad             | Kristiinankaupunki            | 56,0 %                                   | Österbotten     |
| Kronoby                  | Kruunupyy                     | 81,9 %                                   | Österbotten     |
| Larsmo                   | Luoto                         | 92,2 %                                   | Österbotten     |
| Malax                    | Maalahti                      | 86,8 %                                   | Österbotten     |
| Närpes                   | Närpiö                        | 86,3 %                                   | Österbotten     |
| Nykarleby                | Uusikaarlepyy                 | 88,1 %                                   | Österbotten     |
| Pargas                   | Parainen                      | 57,0 %                                   | Varsinais-Suomi |
| Pedersöre                | Pedersören kunta              | 89,8 %                                   | Österbotten     |
| Raseborg                 | Raasepori                     | 65,6 %                                   | Uusimaa         |
| Vörå                     | Vöyri                         | 82,2 %                                   | Österbotten     |

## Zweisprachige Gemeinden mit Finnisch als Mehrheitssprache
| Name in Mehrheitssprache | Name in zweiter Landessprache | Schwedischspr. Bevölkerung 31. Dez. 2011 | Landschaft        |
| ------------------------ | ----------------------------- | ---------------------------------------- | ----------------- |
| Espoo                    | Esbo                          | 08,0 %                                   | Uusimaa           |
| Hanko                    | Hangö                         | 42,9 %                                   | Uusimaa           |
| Helsinki                 | Helsingfors                   | 06,0 %                                   | Uusimaa           |
| Kaskinen                 | Kaskö                         | 27,6 %                                   | Österbotten       |
| Kauniainen               | Grankulla                     | 37,5 %                                   | Uusimaa           |
| Kirkkonummi              | Kyrkslätt                     | 17,9 %                                   | Uusimaa           |
| Kokkola                  | Karleby                       | 13,5 %                                   | Mittelösterbotten |
| Lapinjärvi               | Lappträsk                     | 32,9 %                                   | Uusimaa           |
| Lohja                    | Lojo                          | 03,9 %                                   | Uusimaa           |
| Loviisa                  | Lovisa                        | 42,4 %                                   | Uusimaa           |
| Myrskylä                 | Mörskom                       | 10,1 %                                   | Uusimaa           |
| Porvoo                   | Borgå                         | 30,9 %                                   | Uusimaa           |
| Pyhtää                   | Pyttis                        | 08,4 %                                   | Kymenlaakso       |
| Sipoo                    | Sibbo                         | 36,7 %                                   | Uusimaa           |
| Siuntio                  | Sjundeå                       | 30,0 %                                   | Uusimaa           |
| Turku                    | Åbo                           | 05,3 %                                   | Varsinais-Suomi   |
| Vaasa                    | Vasa                          | 24,4 %                                   | Österbotten       |
| Vantaa                   | Vanda                         | 02,8 %                                   | Uusimaa           |